# Gioan Giuse Thánh Giá
Gioan Giuse Thánh Giá, O.F.M. (tên khai sinh là Carlo Gaetano Calosirto; 15 tháng 8 năm 1654 – 5 tháng 3 năm 1739; không nên nhầm lẫn với thánh Gioan Thánh Giá, O.C.D.) là một linh mục người Ý và là một tu sĩ dòng Anh Em Hèn Mọn đến từ đảo Ischia của nước Ý. Ông nổi tiếng về lối sống khắc khổ, hay làm phép lạ và từng được bổ nhiệm làm giáo tập của một tập viện (magister noviciorum).

Ông được tuyên chân phước vào năm 1789 và được tuyên thánh vào năm 1839. Giáo hội Công giáo mừng kính ông vào ngày 5 tháng 3 hàng năm.
"Cho dù không có thiên đàng và hoả ngục đi nữa, tôi vẫn một dạ yêu mến Thiên Chúa và anh em của tôi".

## Cuộc đời

### Xuất thân
Carlo Gaetano Calosirto sinh ngày 15 tháng 8 năm 1654 tại làng Ischia Ponte trên đảo Ischia thuộc vùng vịnh Napoli. Cha của ông là Giuse Calosirto, một người thuộc dòng dõi quý tộc, còn mẹ ông là bà Laura Gargiulo. Ông thường xuyên gặp mặt các cha dòng thánh Augustino trên đảo Ischia và để học hỏi về tôn giáo và nhân văn. Năm lên 15 tuổi, Carlo đã chọn giã từ cha mẹ để bước vào đời sống tu trì nhờ sức hấp dẫn của nó đối với tâm hồn ông, và gia nhập dòng Anh Em Hèn Mọn Chân Đất do thánh Phêrô xứ Alcantara thành lập sau một cuộc canh tân dòng thánh Phanxicô. Tu viện mà ông gia nhập khi ấy là tu viện thánh nữ Lucia tại thành Napoli.

### Tu tập
Ông chọn tên dòng là Gioan Giuse Thánh Giá sau khi bước vào tập viện và chịu sự hướng dẫn của cha Giuse Robles. Đến tháng 1 năm 1671, ông được điều đi cùng với 11 tu sĩ khác – trong số đó ông là người trẻ tuổi nhất – đến thánh địa Santa Maria Occorrevole ở Piedimonte d'Alife để thành lập một tu viện cũng như cùng nhau xây dựng một nhà dòng tại đây. Ông được thụ phong linh mục vào ngày 18 tháng 9 năm 1677 tại nhà thờ Đức Bà Cả ở Piedimonte d'Alife.
Trong khi sống tại Piedimonte, ông còn cho xây một tu viện nhỏ khác tại một nơi kín đáo trong một khu rừng và gọi tu viện này là "La Solitudine" (n.đ. 'nơi tĩnh mịch'  hoặc 'nơi ẩn dật'); đến nay tu viện này đã trở thành một điểm hành hương nhằm khuyến khích việc chiêm niệm trong khi cầu nguyện. Trong nhiều năm Linh mục Gioan Giuse từng đảm nhận nhiều trách nhiệm, vừa làm giáo tập tại thành Napoli, vừa làm cha giám hộ tu viện ở Piedimonte, bên cạnh các công việc khác thì vị linh mục còn đóng góp sức lực cách sốt sắng cho việc xây dựng Tu viện Granatello tại Portici (Napoli).
Năm 1702, các tu viện tại Ý không còn phụ thuộc vào các gia tộc Tây Ban Nha nữa mà được lập thành một Tỉnh dòng riêng và linh mục Gioan Giuse Thánh Giá được bổ nhiệm làm Giám quản Tỉnh dòng Alcantarini tại bán đảo Ý. Với tư cách là bề trên, ông đã ra lệnh rằng không một anh em nào được phép đuổi một người ăn xin ra khỏi tu viện nếu chưa bố thí cho họ: trong những lúc cần thiết, ông còn dùng phần ăn của mình và thậm chí cả nơi ông sống trong tu viện để đáp ứng các nhu cầu cần thiết của những người nghèo khổ. Trong chuyến đi xuyên đất liền vùng bán đảo Ý với tư cách Giám tỉnh, ông không để cho người khác nhận ra mình trong các quán trọ nơi ông nghỉ chân vì ông không thích sự nổi bật và không cho rằng mọi người nên coi ông là một người cao trọng.
Sau khi nhiệm kỳ của ông kết thúc, Hồng y Francesco Pignatelli, đương là Tổng giám mục Chính tòa Napoli, đã giao cho ông nhiệm vụ chỉ đạo bảy mươi tu viện và nhà tĩnh tâm trong địa phận mình. Sau đó, ông cũng được Hồng y Innico Caracciolo giao trọng trách tương tự tại Giáo phận Aversa. Ông nổi lên, trở thành một vị linh hướng đáng kính và nhiều tu sĩ nổi tiếng đã tìm đến ông, chẳng hạn như Sơ Maria Francesca Năm Vết Thương, Linh mục Alfonso Maria de' Liguori C.Ss.R. và Linh mục Francesco de Geronimo S.J.; những vị này về sau đều đã được tuyên hiển thánh. Ông được Chúa ban cho nhiều ân tứ, chẳng hạn như ơn lưỡng tại, ơn nói tiên tri, ơn nhìn thấu tâm hồn, ơn bay khỏi mặt đất, cùng ơn được thấy Đức Mẹ và Chúa Giêsu Hài Đồng hiện ra. Người ta cho rằng ông đã làm nhiều phép lạ, chẳng hạn như việc hồi sinh Hầu tước Gennaro Spada; các nhân chứng cũng kể lại rằng họ nhìn thấy ông đi ngang qua các đường phố thành Napoli trạng thái xuất thần hoàn toàn, mà toàn thân ông bay lơ lửng cách mặt đất chừng một gang tay.